# Hellmuth Milde
Hellmuth Milde (* 26. August 1941 in Bunzlau; † 2. Februar 2023 in Trier) war ein deutscher Ökonom und Professor Internationale Unternehmensführung im Fach Betriebswirtschaftslehre an der Universität Trier.

## Leben
Milde studierte in Hamburg. Nach der Promotion 1973 und der Habilitation in Konstanz war er von 1985 bis 1990 war er Associate Professor of Finance an der McGill University. Von 1990 bis zum Eintritt in den Ruhestand im Jahr 2006 lehrte er als Professor für Internationale Unternehmensführung im Fach Betriebswirtschaftslehre an der Universität Trier.
Zusätzlich hatte er von 1991 bis 2013 einen Lehrauftrag in Betriebswirtschaft an der Universität Luxemburg, im Wintersemester 1992/1993 eine Gastprofessur im Rahmen der Bundesbankprofessur der FU Berlin und von 2014 bis 2020 einen Lehrauftrag Finanzierung, an der Hochschule Schmalkalden inne.
An der Uni Trier legte er großen Wert auf die internationale Perspektive seines Fachgebiets. Die Bedürfnisse der ausländischen Studierenden nahm er besonders in den Blick.
Von 1995 bis 1998 leitete er das Projekt Effiziente Gestaltung von Finanzinstitutionen und Finanzmärkten. Wertpapier-Design. Das Projekt ging der Frage nach, warum im Vergleich zu früher fast nur noch Mischformen von Wertpapieren existieren und wie mit der neuen Situation umzugehen ist.
Debatten löste ein Countdown-Zähler auf seiner Internetseite der Uni Trier aus, der zwei Jahre vor seiner Pensionierung seine restlichen Arbeitstage zählte und täglich aktualisiert wurde. Milde stellte klar, dass damit nicht seine Arbeitseinstellung gemeint ist. Der Countdown-Zähler war Protest und Information an seine Studierenden, da Professorenstellungen nach Pensionierung 18 Monate nicht besetzt werden sollten.

## Schriften (Auswahl)
- Potentielle Konkurrenz, Marktzutritt und Limitpreisbildung. Konstanz 1980.
- Einzelwirtschaftliche Lohn- und Beschäftigungspolitik bei Informationsasymmetrie. Konstanz 1983.
- mit Ernst Baltensperger: Theorie des Bankverhaltens. Springer, Berlin 1987, ISBN 3-540-18214-4.
- mit Lutz Kruschwitz: Geschäftsrisiko, Finanzierungsrisiko und Kapitalkosten. Berlin 1995, ISBN 3-931258-34-3.
- mit Volker Bieta, Johannes Kirchhoff, Wilfried Siebe: Szenarienplanung im Risikomanagement. Wiley-VCH Verlag, 2003, ISBN 3-527-50077-4.

Er veröffentlichte auch zahlreiche Beiträge in Fachzeitschriften und in der Presse.
- Rechenschaftsbericht zur Ära Draghi, in: Bankarchiv, 68. Jg. (März 2020), S. 184–186

- Ein spieltheoretischer Blick auf die Ukraine-Krise, in: Neue Zürcher Zeitung vom 30. Mai 2015, S. 15; zusammen mit V. Bieta
- Spiel um die Zukunft, in: Der Tagesspiegel vom 31. Dezember 2015, S. 18; zusammen mit V. Bieta
- A Strategic Approach to Financial Options, in: Journal of European Economy, Vol 5 (2006), S. 52–60; zusammen mit V. Bieta, U. Broll und W. Siebe
- Der naive Umgang mit Risiken in den Banken, in: Frankfurter Allgemeine Zeitung vom 14. Oktober 2005, S. 29; wieder abgedruckt in: Deutsche Bundesbank (Hrsg.): Auszüge aus Presseartikeln Nr. 44 vom 19.10.05, S. 20 und 21; zusammen mit V. Bieta
- Signaling in Credit Markets, in: The Quarterly Journal of Economics, Vol. 103, No. 1, 1988, S. 101–129, Oxford University Press; zusammen mit John G. Riley.[6]

## Belege
1. 1 2  Nachruf: Hellmuth Milde. Abgerufen am 28. Januar 2025.
2. ↑  Ehemalige Gastprofessoren bis 2000
3. 1 2  Prof. Dr. Hellmuth Milde. Hochschule Schmalkalden, abgerufen am 28. Januar 2025.
4. ↑  Effiziente Gestaltung von Finanzinstitutionen und Finanzmärkten. Wertpapier-Design | SciPort RLP. Abgerufen am 28. Januar 2025.
5. ↑  Volksfreund: „Heilfroh, wenn ich hier weg bin“. 22. August 2004, abgerufen am 28. Januar 2025.
6. ↑  Signaling in Credit Markets, in: The Quarterly Journal of Economics, Vol. 103, No. 1, 1988, S. 101–129, Oxford University Press.

| Personendaten    | Personendaten    |
| ---------------- | ---------------- |
| NAME             | Milde, Hellmuth  |
| KURZBESCHREIBUNG | deutscher Ökonom |
| GEBURTSDATUM     | 26. August 1941  |
| GEBURTSORT       | Bunzlau          |
| STERBEDATUM      | 2. Februar 2023  |
| STERBEORT        | Trier            |